# Nobuhiro Tajima
Nobuhiro "Monster" Tajima (田嶋伸博?, Tajima Nobuhiro; Komatsu, 28 giugno 1950) è un pilota automobilistico e pilota di rally giapponese, specializzato in cronoscalate, proprietario di un negozio di tuning, manager di una squadra di rally.
È conosciuto per la sua collaborazione con Suzuki, per le sue partecipazioni alla Pikes Peak International Hill Climb.

## Carriera
Tajima debuttò nel mondo delle corse nel 1968 nell'All Japan Dirt Trial Championship dove vinse la sua prima gara. Il suo coinvolgimento nel Campionato del mondo rally risale al Lombard RAC Rally del 1981.
Nel 1983 ha aperto il Monster International, un negozio per la messa a punto nelle competizioni. Nel 1986 è partita la sua collaborazione con Suzuki dopo aver fondato la Suzuki Sports, il reparto corse ufficiale della casa giapponese. Nello stesso anno ha fatto il suo ritorno sulla scena del mondiale rally guidando una Suzuki Cultus nell'Olympus Rally.
Nel 1987 ha preso parte al FIA Asia Pacific Rally Championship e nell'Olympus Rally dello stesso anno è arrivato quindicesimo assoluto vincendo la sua classe e nell'anno successivo ha bissato il successo di classe arrivando settimo assoluto.
Quando nel 2001 è partito il progetto del Junior World Rally Championship Tajima ha deciso di ritirarsi dalle competizioni l'anno seguente per diventarne il manager. Da quel momento in poi si è dedicato principalmente alle cronoscalate, ciò per cui è conosciuto in tutto il mondo.
Recentemente ha rinnovato il suo impegno nella Suzuki Sports vanificato dall'abbandono dei rally della casa giapponese.

### Cronoscalate
La sua prima cronoscalata risale al 1992 quando corse con una Suzuki Cultus bimotore preparata appositamente per correre nella categoria Senza limiti. Nel 1995 si dedicò per la prima volta a modificare una Suzuki Escudo (Grand Vitara) e l'anno successivo partecipò per la prima volta alla Pikes Peak International Hill Climb con l'auto che lo ha reso famoso: la Suzuki Escudo Pikes Peak equipaggiata con un motore V6 di 2,5 litri sovralimentata con doppio turbo. Il prototipo è in grado di sviluppare 985 CV (724 kW) a 8100 giri al minuto. La Suzuki Escudo Pikes Peak Version ha un rapporto peso/potenza inferiore a uno. Nell'edizione 1996 della Pikes Peak International Hill Climb Tajima arrivò secondo dietro la Toyota Celica di Rod Millen. La prima vittoria arrivò nel 1998 al Queenstown Gold Rush International Auto Hill Climb che si ripeté anche nei due anni successivi. Nel 2007 Tajima ha battuto il record assoluto della Pikes Peak International Hill Climb detenuto da Rod Millen dal 1994 correndo in 10:01.408. Ha ripetuto il successo anche nel 2008 ma senza migliorare il suo record. Nell'edizione 2011 della Pikes Peak, Tajima ha vinto infrangendo il suo vecchio record del 2007 e portandolo a 9:51.278 nella categoria Unlimited.

## Risultati nel WRC
| 1981 | Scuderia | Vettura      |  |  |  |  |  |  |  |  |  |  |  |     |  |  |  |  | Punti | Pos. |
| ---- | -------- | ------------ |  |  |  |  |  |  |  |  |  |  |  | --- |  |  |  |  | ----- | ---- |
| 1981 |          | Datsun Sunny |  |  |  |  |  |  |  |  |  |  |  | Rit |  |  |  |  | 0     |      |

| 1986 | Scuderia | Vettura           |  |  |  |  |  |  |  |  |  |  |  |  |     |  |  |  | Punti | Pos. |
| ---- | -------- | ----------------- |  |  |  |  |  |  |  |  |  |  |  |  | --- |  |  |  | ----- | ---- |
| 1986 |          | Suzuki Cultus GTI |  |  |  |  |  |  |  |  |  |  |  |  | Rit |  |  |  | 0     |      |

| 1987 | Scuderia     | Vettura           |  |  |  |  |  |  |    |  |  |  |  |  |  |  |  |  | Punti | Pos. |
| ---- | ------------ | ----------------- |  |  |  |  |  |  | -- |  |  |  |  |  |  |  |  |  | ----- | ---- |
| 1987 | Suzuki Sport | Suzuki Cultus GTI |  |  |  |  |  |  | 15 |  |  |  |  |  |  |  |  |  | 0     |      |

| 1988 | Scuderia     | Vettura           |  |  |  |  |  |  |   |  |  |  |  |  |  |  |  |  | Punti | Pos. |
| ---- | ------------ | ----------------- |  |  |  |  |  |  | - |  |  |  |  |  |  |  |  |  | ----- | ---- |
| 1988 | Suzuki Sport | Suzuki Cultus GTI |  |  |  |  |  |  | 7 |  |  |  |  |  |  |  |  |  | 4     | 50º  |

| 1989 | Scuderia     | Vettura           |  |  |  |  |  |  |  |  |  |    |  |  |  |  |  |  | Punti | Pos. |
| ---- | ------------ | ----------------- |  |  |  |  |  |  |  |  |  | -- |  |  |  |  |  |  | ----- | ---- |
| 1989 | Suzuki Sport | Suzuki Cultus GTI |  |  |  |  |  |  |  |  |  | 30 |  |  |  |  |  |  | 0     |      |

| 1990 | Scuderia | Vettura          |  |  |  |  |  |  |  |  |    |  |  |  |  |  |  |  | Punti | Pos. |
| ---- | -------- | ---------------- |  |  |  |  |  |  |  |  | -- |  |  |  |  |  |  |  | ----- | ---- |
| 1990 |          | Suzuki Swift GTi |  |  |  |  |  |  |  |  | 21 |  |  |  |  |  |  |  | 0     |      |

| 1991 | Scuderia | Vettura          |  |  |  |  |  |  |  |  |  |    |  |  |  |  |  |  | Punti | Pos. |
| ---- | -------- | ---------------- |  |  |  |  |  |  |  |  |  | -- |  |  |  |  |  |  | ----- | ---- |
| 1991 |          | Suzuki Swift GTi |  |  |  |  |  |  |  |  |  | 19 |  |  |  |  |  |  | 0     |      |

| 1992 | Scuderia | Vettura          |  |  |  |  |  |  |  |  |  |     |  |  |  |  |  |  | Punti | Pos. |
| ---- | -------- | ---------------- |  |  |  |  |  |  |  |  |  | --- |  |  |  |  |  |  | ----- | ---- |
| 1992 |          | Suzuki Swift GTi |  |  |  |  |  |  |  |  |  | Rit |  |  |  |  |  |  | 0     |      |

| 1993 | Scuderia | Vettura          |  |  |  |  |  |  |  |  |  |     |  |  |  |  |  |  | Punti | Pos. |
| ---- | -------- | ---------------- |  |  |  |  |  |  |  |  |  | --- |  |  |  |  |  |  | ----- | ---- |
| 1993 |          | Suzuki Swift GTi |  |  |  |  |  |  |  |  |  | Rit |  |  |  |  |  |  | 0     |      |

| 1994 | Scuderia     | Vettura          |  |  |  |  |  |  |     |  |  |  |  |  |  |  |  |  | Punti | Pos. |
| ---- | ------------ | ---------------- |  |  |  |  |  |  | --- |  |  |  |  |  |  |  |  |  | ----- | ---- |
| 1994 | Suzuki Sport | Suzuki Swift GTi |  |  |  |  |  |  | Rit |  |  |  |  |  |  |  |  |  | 0     |      |

| 1995 | Scuderia                 | Vettura                                |  |  |  |  |    |    |  |  |  |  |  |  |  |  |  |  | Punti | Pos. |
| ---- | ------------------------ | -------------------------------------- |  |  |  |  | -- | -- |  |  |  |  |  |  |  |  |  |  | ----- | ---- |
| 1995 | Silverstone Suzuki Sport | Suzuki Cultus GTI Suzuki Swift GTi MK2 |  |  |  |  | 30 | 22 |  |  |  |  |  |  |  |  |  |  | 0     |      |

| 1996 | Scuderia                              | Vettura                            |  |  |    |  |  |  |     |  |  |  |  |  |  |  |  |  | Punti | Pos. |
| ---- | ------------------------------------- | ---------------------------------- |  |  | -- |  |  |  | --- |  |  |  |  |  |  |  |  |  | ----- | ---- |
| 1996 | Silverstone Suzuki Sport Suzuki Sport | Suzuki Swift GTi MK2 Suzuki Baleno |  |  | 13 |  |  |  | Rit |  |  |  |  |  |  |  |  |  | 0     |      |

| 1997 | Scuderia                                    | Vettura                     |  |  |  |  |  |  |  |  |    |  |    |  |     |  |  |  | Punti | Pos. |
| ---- | ------------------------------------------- | --------------------------- |  |  |  |  |  |  |  |  | -- |  | -- |  | --- |  |  |  | ----- | ---- |
| 1997 | Silverstone Suzuki Sport Suzuki Sport Japan | Suzuki Baleno Wagon Kit Car |  |  |  |  |  |  |  |  | 20 |  | 13 |  | Rit |  |  |  | 0     |      |

| 1998 | Scuderia                 | Vettura                     |  |  |  |  |  |  |  |  |    |  |  |    |  |  |  |  | Punti | Pos. |
| ---- | ------------------------ | --------------------------- |  |  |  |  |  |  |  |  | -- |  |  | -- |  |  |  |  | ----- | ---- |
| 1998 | Silverstone Suzuki Sport | Suzuki Baleno Wagon Kit Car |  |  |  |  |  |  |  |  | 28 |  |  | 27 |  |  |  |  | 0     |      |

| 1999 | Scuderia                 | Vettura                     |  |  |  |  |  |  |  |  |     |  |     |  |  |  |  |  | Punti | Pos. |
| ---- | ------------------------ | --------------------------- |  |  |  |  |  |  |  |  | --- |  | --- |  |  |  |  |  | ----- | ---- |
| 1999 | Silverstone Suzuki Sport | Suzuki Baleno Wagon Kit Car |  |  |  |  |  |  |  |  | Rit |  | Rit |  |  |  |  |  | 0     |      |

| Legenda | 1º posto | 2º posto | 3º posto | A punti | Senza punti | Ritirato | Squalificato | NP=Non partito C=Gara cancellata | Apice=Power stage |